# Doreen Tovey
Doreen Tovey (24 ottobre 1918 – 13 gennaio 2008) è stata una scrittrice inglese, specializzata in storie che hanno i gatti come protagonisti.
Della sua vita si sa molto poco: da quanto racconta lei stessa nei suoi libri si desume che abitasse in un antico cottage nella campagna inglese nei pressi di Bristol, con accanto sempre due siamesi. È stata sposata con Charles ed è rimasta vedova.
Era presidente del "Siamese Cat Club" (Club del gatto siamese) e lo è stata del "Club del gatto dell'Inghilterra occidentale".
I suoi libri (una ventina) hanno venduto più di 100 000 copie e sono stati tradotti in otto lingue.

## Opere (in ordine cronologico)
- Roba da gatti, 1988 (orig.: Cats in the Belfry, 1959)
- Gatti con le ali, 1993 (orig.: Cats in May, 1959) ISBN 8878194778
- Gatti da legare
- Gatti e misfatti, 2002 (orig.: The New Boy, 1970) ISBN 8850200692
- Gatti, burro e marmellata, 2005 (orig.: More Cats in the Belfry, 1995) ISBN 885020390X